# Spermophorides africana
Spermophorides africana is een spinnensoort uit de familie trilspinnen (Pholcidae). De soort komt voor in Tanzania.